# ARC (Luxemburg)
ARC a.s.b.l. is een Luxemburgse vereniging voor beeldende kunstenaars, opgericht in 1993 als Art Contemporain du Grand-Duché de Luxembourg a.s.b.l.

## Geschiedenis
De oorsprong van de vereniging ligt in 1959, toen ondernemer en schilder Jacques Zenner begon met het organiseren van jaarlijkse salons in het kuuroord in Mondorf. Hij organiseerde zeven salons tot 1966, waarna Lé Tanson het stokje van hem overnam en tot 1976 de jaarlijkse tentoonstellingen organiseerde. Na een pauze van een aantal jaren werden vanaf 1980 tentoonstellingen georganiseerd door de schilder Erny Ernsfeld (1980-1984) en Ariane Winter (1985-1991), de laatste deed dat in samenwerking met Tanson. 
In 1993 werd formeel een association sans but lucratif (a.s.b.l.), een vereniging zonder winstoogmerk, opgericht, met als naam Art Contemporain du Grand-Duché de Luxembourg. Tanson werd de eerste voorzitter. Op voorstel van Serge Koch veranderde de naam van de vereniging in 2000 in ARC (samentrekking van ARt Contemporain). Sinds begin 2017 wordt de vereniging in het Luxemburgs ook ARC Kënschtlerkrees genoemd.
De vereniging heeft als doelen de aangesloten kunstenaars de mogelijkheid te bieden deel te nemen aan tentoonstellingen in binnen- en buitenland, om de onderlinge banden, samenwerkingen en uitwisselingen tussen de leden onderling en met internationale kunstenaars te bevorderen.

## Voorzitters
- 1993-1997 Lé Tanson
- 1997-1998 Roger Koemptgen
- 1999-2004 Gil Arend
- 2004-2016 Astrid Koemptgen
- 2017-heden Serge Koch

## Enkele leden
- Gil Arend
- Michel Breithoff
- Gérard Claude
- Eugène Emringer
- Juliette Haag
- Norbert Hastert
- Florence Hoffmann
- Patricia Lippert
- Serge Koch
- Roger Koemptgen
- Théophile Steffen
- Lé Tanson